# Tyler Wade
Tyler Dean Wade (né le 23 novembre 1994 à Murrieta, Californie, États-Unis) est un joueur d'arrêt-court de la Ligue majeure de baseball.

## Carrière
Tyler Wade est réclamé au 4e tour de sélection par les Yankees de New York lors du repêchage amateur de 2013. 
Il fait ses débuts dans le baseball majeur avec les Yankees le 27 juin 2017. Son premier coup sûr dans les majeures est un double aux dépens du lanceur Jake Petricka des White Sox de Chicago le 28 juin 2017.